# 나재철
나재철(羅載哲, 1960년 1월 11일 - )은 대신증권 대표이사 사장을 맡고 있는 대한민국의 금융인이다. 본관은 나주.

## 생애
- 광주인성고등학교
- 조선대학교 기계공학과 학사
- 한국외국어대학교 대학원 경영학 석사

## 경력
- 대신증권 대표이사
- 금융투자협회 회원이사
- 금융투자협회 자율규제자문위원회 위원
- 금융투자협회 회장
- 청소년금융교육협의회 정회원

1. ↑  링크